# Westfield Promenade
Westfield Promenade es un gran centro comercial propiedad de The Westfield Group y localizado en Topanga Canyon Boulevard en el distrito de Woodland Hills de Los Ángeles. Fue anteriormente conocido como The Promenade at Woodland Hills y Westfield Shoppingtown Promenade.
Es uno de los tres centros comerciales propiedad de Westfield en el Valle de San Fernando, los otros dos son Westfield Topanga y Westfield Fashion Square, entre otros centros comerciales en el área del Gran Los Ángeles.
El centro comercial cuenta con dos niveles y dos tiendas departamentales Macy's, un complejo de cines de 16 pantallas AMC Theatre y una tienda Barnes & Noble como su ancla principal. El centro comercial también cuenta con restaurantes populares y famosos en su food court, y varias tiendas y boutiques de la alta gama como Coach, entre otras.
Los centros comerciales de Promenade y Topanga están separados por tan solo dos cuadras en el área de Canoga Park/Woodland Hills del Valle de San Fernando. Inicialmente, el centro comercial Promenade había sido un centro comercial de lujo, mientras que el Topanga fue construido para atraer una clientela de clase media, justificando su proximidad. Westfield aparentemente abandonó este modelo cuando en 2006 se inició una gran remodelación y expansión por parte del centro comercial Topanga. El centro comercial, de por sí ya de un gran tamaño, fue expandido en la que se construyeron 100 nuevas tiendas, en la cual muchas fueron "boutiques" exclusivas como Cartier y Ferragamo, la tienda existente Nordstrom fue movida a otro lugar y expandida mientras que la tienda departamental Neiman Marcus llegó como una nueva tienda; actualmente no se sabe cuáles son los planes de Westfield para el centro comercial Promenade.

## Historia
Cuando se abrió en 1973 como The Promenade at Woodlands Hills, tenía tiendas anclas como J. W. Robinson's, Bullocks Wilshire y Saks Fifth Avenue. La tienda Bullocks Wilshire fue renombrada a I. Magnin en 1990 y en 1995 se convirtió en Bullock's Men's, luego en 1996 cambió de nombre a Macy's. La tienda Robinson's fue cerrada en 1993 y vendida a Bullock's, convirtiéndose en 1996 en otra Macy's. Seguido del terremoto de Northridge de 1996, Saks Fifth Avenue tomo la oportunidad de cerrar su tienda en la que posteriormente se demolIo para darle paso al complejo de cines AMC Theatre.
El centro comercial fue adquirido por Simon Property Group en 1997, antes de vendérsela en 1998 a Westfield America, Inc., un precursor de The Westfield Group. Durante ese tiempo se llamaba "Westfield Shoppingtown Promenade". La palabra "Shoppingtown" fue quitada en junio de 2005.

## Anclas
- AMC Theaters (120,000 pies cuadrados)
- Macy's (2 ubicaciones, 185,000 pies cuadrados)

## Tiendas importantes
El centro comercial Promenade actualmente tiene las siguientes tiendas entre otras:
- AMC Theatres
- Barnes & Noble
- The Coffee Bean & Tea Leaf
- Corner Bakery
- Macy's
- Maggiano's Little Italy
- McDonald's
- P.F. Chang's China Bistro
- Ruth's Chris Steak House
- uWink